# Táptí
Táptí nebo též Tapti (hindsky तापी नदी, maráthsky तापी नदी Tápí nadí, gudžarátsky તાપી Tápí, anglicky Tapti (Tapi) River) je řeka v Indii na severozápadě Indického poloostrova (státy Madhjapradéš, Maháráštra a Gudžarát). Je 720 km dlouhá. Povodí má rozlohu 77 000 km².

## Průběh toku
Pramení v pohoří Sátpurá a protéká převážně po dně mezihorské propadliny. Do jejího dna se říční koryto zařezává do hloubky 15 až 18 m. Ústí do Kambajského zálivu Arabského moře, přičemž vytváří estuár.

## Vodní stav
Režim řeky je monzunový. Průměrný průtok činí přibližně 600 m³/s a maximální (v létě) až 42 000 m³/s.

## Využití
Vodní doprava je možná do vzdálenosti 50 km od ústí pro lodě s malým ponorem. Místy se také využívá na zavlažování. V estuáru leží námořní přístav Surat.